# 查斯·錢德勒
「查斯」布萊恩·詹姆士·錢德勒（英語：Bryan James "Chas" Chandler，1938年12月18日—1996年7月17日）是英國音樂家、唱片製作人和經紀人，他知名於身為動物樂團的創團貝斯手。後來他成為了史萊德樂團和吉米·罕醉克斯的經紀人，並直到他1996年逝世為止前經常在採訪中露臉。

## 早年人生
「查斯」布萊恩·錢德勒出生在泰恩河畔新堡的希頓。在離開學校後，他在泰恩賽德的造船廠擔任車工。錢德勒在1962年時成為了艾倫·普萊斯三重奏（The Alan Price Trio）的貝斯手。

## 動物樂團
在艾瑞克·伯登入團前，艾倫·普萊斯三重奏就已更名為動物樂團（The Animals）。錢德勒的貝斯演奏很少受到關注，但像樂團1965年的熱門單曲〈We Gotta Get Out of This Place〉的前奏就得到了好評。錢德勒也是樂團最傑出的和聲歌手，偶爾會與伯登一起創作歌曲。 1966年，儘管樂團在商業上的成功，錢德勒對缺乏資金感到失望，他回憶道：「我們連續三年巡迴演出，一年演出300場，我們卻連一分錢都沒拿到。」

## 吉米·罕醉克斯和史萊德樂團
1966年，在經過動物樂團一連串的人事變動後，錢德勒退團並轉職成為星探、經紀人和唱片製作人。在與動物的最後一次巡迴演出中，錢德勒在紐約市格林威治村的夜總會Cafe Wha?中看到了當時尚未出名的吉米·罕醉克斯（Jimi Hendrix）的表演，當時的罕醉克斯還在使用藝名吉米·詹姆士（Jimmy James）來做演出。同年九月，在經紀人麥可·傑佛瑞（Michael Jeffery）的幫助與建議下，罕醉克斯成功被錢德勒說服到英國發展、使用本名並組建吉米·罕醉克斯體驗樂團（The Jimi Hendrix Experience）。在英國，錢德勒為樂團招攬了貝斯手諾埃爾·瑞丁（Noel Redding）和鼓手米契·米切爾（Mitch Mitchell）。
錢德勒是罕醉克斯取得評論和商業成功的關鍵人物。他為初出茅廬的樂團成員們提供住所，並在他們與唱片公司簽約之前為給了樂團錄製首張單曲〈Hey Joe〉的經費。他還將罕醉克斯介紹給艾瑞克·克萊普頓（Eric Clapton），也因此讓罕醉克斯有與克萊普頓和奶油樂團（Cream）同台演出的機會。讓罕醉克斯在台上放火燒自己吉他也是錢德勒提出的點子，他們在芬斯伯里公園區彩虹劇院和在蒙特雷流行音樂節上的演出中實行這個點子時還成為了國際新聞。罕醉克斯的音頻工程師艾迪·克雷默（Eddie Kramer）回憶起錢德勒親自監製了罕醉克斯的前兩張專輯，並補充說：「他是罕醉克斯的導師，我認為這是非常必要的。」 
到1968年，錢德勒已經厭倦了罕醉克斯的專輯《Electric Ladyland》的錄製工作，最終於隔年將管理工作移交給了麥可·傑佛瑞。錢德勒隨後擔任英國搖滾樂團史萊德樂團（Slade）的經紀人與製作人，在錢德勒管理的這12年期間，樂團在英國獲得了六首冠軍單曲。在1981年5月發行的單曲〈Knuckle Sandwich Nancy〉失敗後，錢德勒與樂團終止了合作，但他仍為樂團與RCA唱片持續談判到獲得三張專輯的合約為止。

## 音樂產業
1978年，錢德勒買下了IBC錄音室並重新命名為波特蘭錄音室（Portland Recording Studios），之後營運了幾年後便將其賣給唐·阿爾登（Don Arden）。錢德勒之後也運營著其他唱片公司及錄音室，如Barn唱片、Six of the Best和Cheapskate唱片。他成立了音樂發行公司，以及製作公司和管理公司。他還曾短暫地擔任費城搖滾樂團Horsepower的製作人，該樂團由麥可·詹姆士·甘迺迪（Michael James Kennedy）於1978年成立。

## 動物樂團重聚
1977年，錢德勒短暫的回歸動物樂團一起演出並錄製唱片。1983年，他再度回歸動物樂團來推廣新專輯《Ark》並參與巡迴演出。1994年，動物樂團入選搖滾名人堂，作為被入選的成員之一，錢德勒與其他經典陣容的成員（除艾瑞克·伯登外）一起上台受獎。

## 家庭與去世
錢德勒的第一段婚姻育有一個兒子斯特凡（Steffan）。後來他與瑪德琳·斯金格（Madeleine Stringer）結婚，並與之育有一子亞歷克斯（Alex）和兩個女兒伊麗莎白（Elizabeth）和凱瑟琳（Katherine）。
1996年7月17日，在個人演出後的隔天，錢德勒因主動脈瘤於新堡綜合醫院逝世，享年57歲。新堡市議會在他位在希頓的故居立上黑色牌匾來紀念他。

## 外部連結
- 查斯·錢德勒的Discogs页面（英文）
- 在Find a Grave上的查斯·錢德勒
- 查斯·錢德勒的訃告